# Saint-Julien-sous-les-Côtes
Saint-Julien-sous-les-Côtes – miejscowość i gmina we Francji, w regionie Grand Est, w departamencie Moza.
Według danych na rok 1990 gminę zamieszkiwały 132 osoby, a gęstość zaludnienia wynosiła 27 osób/km² (wśród 2335 gmin Lotaryngii Saint-Julien-sous-les-Côtes plasuje się na 913. miejscu pod względem liczby ludności, natomiast pod względem powierzchni na miejscu 1020.).